# Haliotis elegans
Espèce
Haliotis elegans est une espèce de mollusques gastéropodes appartenant à la famille des Haliotididae.
- Répartition : ouest de l’Australie.
- Longueur : 11,5 cm.

## Source
- Arianna Fulvo et Roberto Nistri (2005). 350 coquillages du monde entier. Delachaux et Niestlé (Paris) : 256 p.  (ISBN 2-603-01374-2)